# John Phillips (football)
Pour les articles homonymes, voir John Phillips et Phillips.
John Phillips, né le 7 juillet 1951 à Shrewsbury et mort le 31 mars 2017,, est un footballeur international gallois qui évolue au poste de gardien de but.

## Biographie
Avec Chelsea, John Phillips remporte la Coupe d'Europe des vainqueurs de coupe en 1971 face au Real Madrid . Il joue les quarts et les demi-finales, mais ne dispute aucune des finales.
Il est sélectionné à quatre reprises avec l'équipe des Pays de Galles. Il joue son premier match en équipe nationale le 15 mai 1973, contre l'Angleterre (défaite 3-0 à Londres). Il reçoit sa dernière sélection le 20 septembre 1977, contre le Koweït (match nul 0-0 à Kaifan).
John Phillips dispute un total de 200 matchs au sein des championnats anglais, dont 112 matchs en Division 1.